# Хіра (1923)
«Хіра» (яп. 比良)  був річковим катером Імператорського флоту  Японії типу «Сета», частиною 11-го  сентаю канонерських човнів, що діяв на річці Янцзи в Китаї протягом 1930-х та під час Другої китайсько-японської війни. 

## Історія служби
13 грудня 1937 року «Хіра» та інші японські кораблі атакували китайські позиції в Сягуані, Китай і обстріляли китайські катери та плоти на річці Янцзи. 17 серпня 1944 року «Хіра» була пошкоджена літаками США в Кіуканзі, Китай. 26 листопада 1944 року «Хіра» та однотипним канонерським човном «Ходзу» налетіли на мілину поблизу міста Анкінг, Китай. Згодом китайські літаки бомбардував і потопили «Ходзу» і сильно пошкодили  «Хіру». «Хіра» був утилізований в липні 1945 року. 